# ハビエル・ブストー

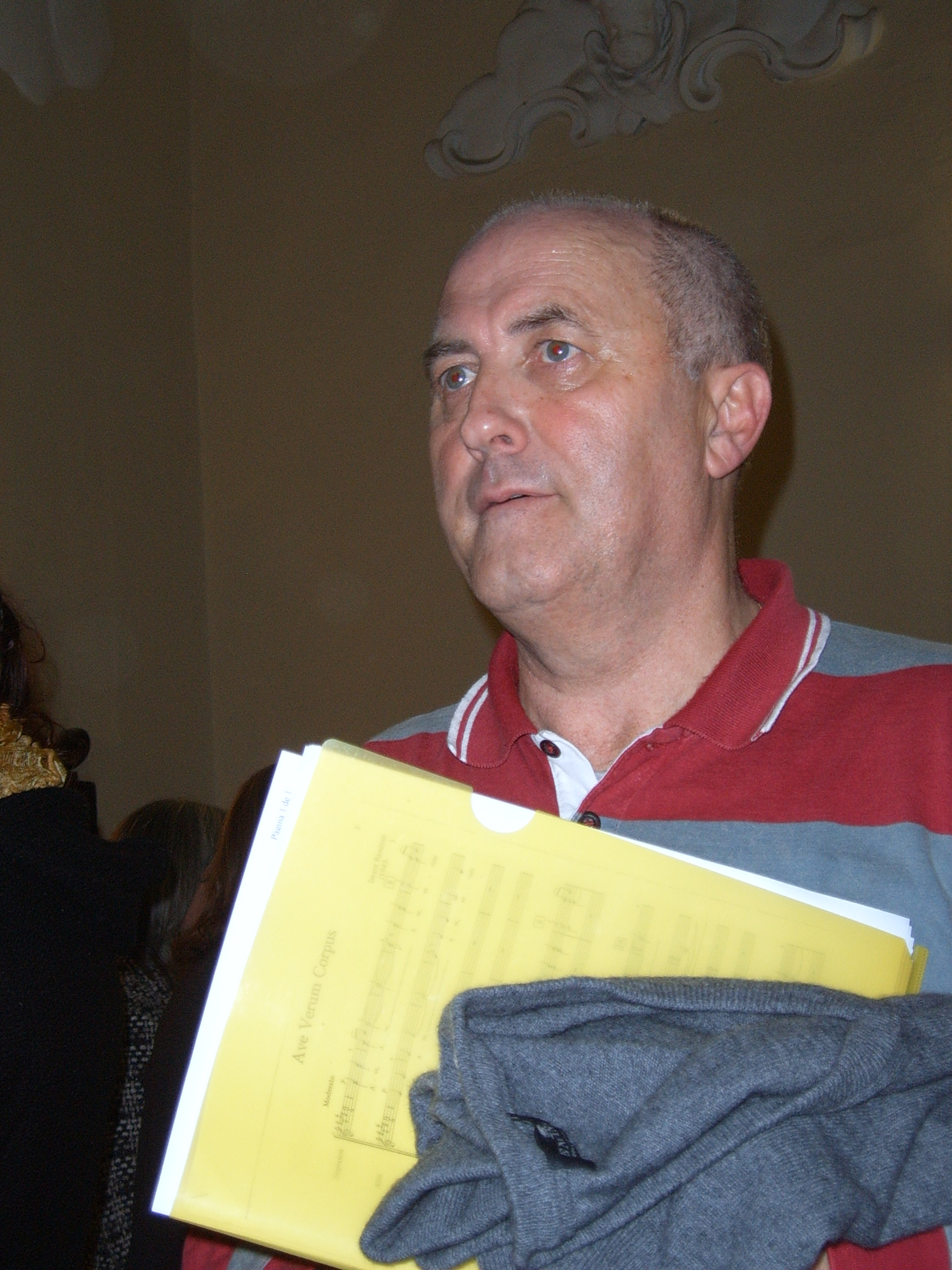
ハビエル・ブストー（2006年）

ハビエル・ブストー・サグラード（Javier Busto Sagrado、1949年11月13日 - ）は、スペインのバスク州ギプスコア県オンダリビア生まれの作曲家・合唱指揮者。「ハビエル」は「ハヴィエル」、「ブストー」は「ブスト」とも表記される。

## 略歴
オンダリビアに生まれる。幼い頃に聖歌隊に所属し、ソプラノソロを歌っていた。バリャドリード大学では医学を学び、やがて内科医となるものの、作曲を独学で習得。作品は合唱曲がほとんどであり、その多くは混声合唱、女声合唱のための宗教音楽である。彼の楽譜は、バスク国にある「Bustovega」というブストー作品専門の出版社をはじめ、アメリカ、イギリス、ドイツ、スウェーデンでも出版されている。歌詞の言語にはラテン語の他、バスク語、英語、スペイン語などが使われている。
また、アーウィン・リストの下で合唱指揮法を学び、合唱指揮者としても活躍している。1995年にはカンタ・カンテムス合唱団（Kanta Cantemus Kuroa）を設立し、自作の録音活動を行っている。
日本では、1990年代後半から彼の作品が演奏されはじめた。1997年には神戸中央合唱団の委嘱を受けて、混声合唱とクラリネットのための「Missa pro defunctis 死者のためのミサ」を作曲し、それ以来、たびたび日本の合唱界に関わっている。2000年、2002年には「東京カンタート」に招かれた。「Missa pro defunctis」は阪神・淡路大震災の犠牲者を追悼するために書かれており、歌詞にはラテン語の他、『古事記』からの一節が日本語のまま使用されている。

## 作品

### 混声合唱
- Alma Redemptoris Mater
- Ametsetan
- Amodioa
- Ave Maria
- Ave maris stella
- Ave verum corpus
- Axuri beltza
- Basque magnificat
- BATZUETAN
- Comedetis carnes
- Ego sum pastor bonus
- Exsultate Deo
- Francisco Pino "Poemas"
- Hodie Christus natus est
- Joseph fili David
- Jubilate Deo
- Laudate Dominum
- Laudate pueri
- Lili eder bat
- Lux fulgebit
- Maritxu nora zoaz
- Missa brevis "Pro pace"
- Missa pro defunctis
- O magnum mysterium
- O sacrum convivium
- O vos omnes
- Praise the Lord
- Puer natus est nobis
- Sagastipean
- Shorter's Gloria
- Stabat Mater
- The Lord is my Shepherd
- Zutaz

### 女声合唱
- Alleluia
- Alma Redemptoris Mater
- Amodioa
- Ave Maria gratia plena
- Bustapi
- Gabona, berri ona!
- Gauaren zergatiaren bila
- Hiru Eguberri kanta
- Kaia barrenean
- La noche en la isla
- Lafa-lafa
- Laudate Dominum
- Magnificat
- Marixtu nora zoaz
- Missa Augusta
- Popule meus
- Responsorio de Navidad
- Salve Regina
- The Lord is my Shepherd
- Zutaz

### 男声合唱
- Cuatro cantos penitenciales